# 어세공
어세공(魚世恭, 1432년 ~ 1486년)은 조선의 문신으로, 정치가이다. 본관은 함종(咸從). 자는 자경(子敬), 호는 송서(松西)이다. 이시애(李施愛)의 난이 일어나자 함길도관찰사로서 난을 평정하여 적개공신(敵愾功臣) 2등으로 아성군(牙城君)에 봉해졌다. 호조(戶曹)·병조(兵曹)·형조(刑曹)·공조(工曹)의 판서(判書)와 의정부 우참찬(議政府右參贊)을 지냈다. 시호(諡號)는 양숙(襄肅)이다.

## 생애
1453년(단종 원년)에 생원·진사시(生員進士試)에 합격하고, 1456년(세조 2) 형 어세겸과 함께 식년 문과에 정과로 급제하여 승문원 정자(承文院正字)에 보임(補任)되었으며, 박사(博士)로 옮겼다. 1459년에 봉상시녹사(奉常寺錄事)를 거쳐 1460년 한성부참군(漢城府參軍)에 제배(除拜)되고, 1462년 승문원부교리(承文院副校理)를 지냈다.
1464년(세조 10) 율려문(律呂門)에 배속되어 왕에게 『율려신서(律呂新書)』를 진강해 칭송을 받았다.
1465년 공조 좌랑(工曹佐郞)으로 재직 중 『경국대전』 형전의 교정을 담당했고, 이어 성균관 사예(成均館司藝)를 거쳐 1466년 승정원 동부승지(承政院同副承旨)에 제배되었다. 1467년(세조 13년) 우부승지(右副承旨)로서 평안도에 파견되어 유이민(流移民)을 추쇄(推刷)하였고, 좌승지(左承旨)에 올랐다.
1467년에 이시애(李施愛)가 반역하여 관찰사(觀察使)·절도사(節度使)가 다 살해당하자 세조(世祖)가 초탁하여 가정 대부(嘉靖大夫) 함길도 관찰사(咸吉道觀察使)가 되었고, 적(賊)이 평정된 후 함길도를 남·북 두 도로 나누었을 때 어세공은 북도 관찰사가 되었으며, 정충출기 적개공신(精忠出氣敵愾功臣)의 호(號)를 받고, 자헌 대부(資憲大夫)에 올라 아성군(牙城君)에 봉(封)해졌다.
1469년(예종 1) 사은사로 명나라에 다녀와서 한성부판윤이 되고, 1470년 경기도관찰사를 거쳐 1472년(성종 3) 지중추부사에 올랐다.
1474년 공조판서와 병조판서를 역임하고 1479년 우참찬에 이르렀다. 1482년(성종 13년) 자헌 대부(資憲大夫) 형조 판서(刑曹判書)를 거쳐 호조 판서(戶曹判書)가 되었고, 1484년 향교에 학전(學田)을 주는 것의 불가함을 논하기도 했다.
1486년(성종 17년) 7월 15일에 55세의 나이로 졸(卒)하자 철조(輟朝)·조제(弔祭)·예장(禮葬)을 예(例)대로 하였다. 시호(諡號)는 양숙(襄肅)인데, 일에 말미암아 공이 있는 것이 양(襄)이고 마음을 지켜 결단하는 것이 숙(肅)이다.
그의 묘는 경기도 고양시 일산동구 성석동에 있다.

## 평가
사신(史臣)이 논평하기를, "어세공은 영민(英敏)하여 복잡한 일을 잘 처리하였고, 무격(巫覡)·부도(浮屠)·지리(地理)의 구기(拘忌)에 대해서는 일체 거론하지 않았으며, 늘 어버이를 기쁘게 하는 것을 일삼았으므로 남들이 그 효성에 감탄하였다. 다만 심정원(沈貞源)이 버린 아내에게 재산이 매우 많았는데, 이를 후처(後妻)로 삼았으므로 남들이 비루하게 여겨 비웃었다." 하였다.

## 저술
경학과 역학(易學)에 능하고 율학에도 조예가 깊었다. 노사신(盧思愼)·김국광(金國光) 등과 세조가 저술한 『역학계몽요해(易學啓蒙要解)』를 증보해 찬진하였다.

## 가족
- 할아버지 : 직제학 어변갑(魚變甲)
- 할머니 : 창녕 성씨(昌寧成氏) - 직제학 성사제(成思齊)의 딸
  - 아버지 : 판중추부사 어효첨(魚孝瞻)
- 외할아버지 : 좌의정 박은(朴訔)
  - 어머니 : 반남 박씨(潘南朴氏)
    - 형 : 좌의정 어세겸(魚世謙)

  - 처부 : 참의(參議) 김형손(金亨孫)
    - 부인 : 정부인(貞夫人) 경주 김씨(慶州 金氏) - 정종의 차녀 숙신옹주의 손녀이자 김형손(金亨孫)의 딸
      - 아들 : 부사(府使) 어맹순(魚孟淳)
      - 아들 : 호군(護軍) 어맹혼(魚孟渾)

    - 재취(再娶) : 조준(趙遵)의 딸
      - 아들 : 교위(校尉) 어맹제(魚孟濟)
      - 아들 : 교위(校尉) 어맹담(魚孟湛)
      - 아들 : 사과(司果) 어맹종(魚孟淙)
      - 딸 : 빈양부수(濱陽副守) 이세번(李世蕃)에게 출가